# 1216년

## 연호
- 남송(南宋) 가정(嘉定) 9년
- 금(金) 정우(貞祐) 4년
- 일본(日本) 겐포(建保) 4년
- 서하(西夏) 광정(光定) 6년
- 리 왕조(李朝) 끼엔자(建嘉) 6년

## 기년
- 남송(南宋) 영종(寧宗) 22년
- 금(金) 선종(宣宗) 4년
- 고려(高麗) 고종(高宗) 3년
- 몽골 칭기즈 칸 11년
- 서하(西夏) 신종(神宗) 6년
- 리 왕조(李朝) 혜종(惠宗) 6년

## 사건
- 거란, 고려에 침입
- 김취려, 여주에서 거란 침략군을 무찌름